# Armoriale del leone
Il leone è un animale molto diffuso in araldica, al punto che un proverbio asseriva: chi non ha un blasone porta un leone. Nel Medioevo il leone era considerato il re degli animali, ma privo di autorità sugli uccelli. Questa contrapposizione tra l'aquila, signora del cielo e simbolo del potere imperiale, e il leone, giustifica la scelta di far comparire questi animali sulle armi. Se ne trovano numerosi esempi specialmente nei territori dell'Impero.
In araldica il leone presenta molte possibili varianti. Le principali sono:
- il leone rampante: è la figura classica, al punto che quando una blasonatura indica un leone senza ulteriori precisazioni, si tratta di quello rampante. È ritto su una zampa e protende una delle zampe superiori (rampante viene dal latino rapere = prendere, impadronirsi)
- il leone passante: è raffigurato su tre zampe, la quarta alzata e la testa di profilo
- il leoncino è il nome del leone, quando sullo scudo ne compaiono più di due
- il leopardo è il nome del leone, quando la testa è raffigurata di fronte, ed è generalmente "passante"

Esistono poi altre varianti:
- il leone può essere coronato
- la coda può essere forcata, cioè doppia

## I leoni rampanti

### I leoni d'oro
|  | Ducato di Brabante de sable, au lion d'or, armé et lampassé de gueules. (di nero, al leone d'oro, armato e lampassato di rosso) 1. con l'acquisizione del Limburgo, inquartarono le armi. 2. il Brabante e il Limburgo passano in eredità ai Valois-Bourgogne, 3. poi a Filippo III il Buono, Duca di Borgogna 4. a Filippo il Bello, re di Castiglia della famiglia degli Asburgo 5. e a suo figlio Carlo V 6. Oggi, queste armi sono quelle del Regno del Belgio |
|  | Conti de'Reguardati de gueule, au lion d'or, couronné de même (di rosso, al leone d'oro coronato dello stesso) |
|  | Palatinato (= Contea palatina del Reno) écartelé en 1 et 4 de sable, au lion d'or, armé, lampassé et couronné de gueules et en 2 et 3 fuselé en bande d'azur et d'argent (inquartato: nel 1° e 4° di nero, al leone d'oro, lampassato e coronato di rosso; nel 2° e 3° fusato in banda d'azzurro e d'argento) |
|  | Ducato di Gheldria dal 1276 d'azur au lion d'or armé, lampassé et couronné de gueules (d'azzurro, al leone d'oro, armato, lampassato e coronato di rosso) 1. duchi di Gheldria e di Juliers 2. duchi di Lorena, issus di Renato II e di Filippo di Gheldria |
|  | Casa di Brienne d'azur au lion d'or armé et lampassé de gueules (d'azzurro, al leone d'oro, armato e lampassato di rosso) |
|  | conti di Nevers (estinti nel 1181), poi conti di Borgogna (dal 1279) d'azur semé de billettes d'or au lion du même, armé et lampassé de gueules, brochant sur le tout (d'azzurro, seminato di plinti d'oro, al leone dello stesso, armato e lampassato di rosso, attraversante sul tutto) I conti di Gheldria, dal 1236 L 1276, portavano armi simili a queste ultime. L'unica differenza erano gli artigli e la lingua, che erano d'oro. Poiché Enrico II conte di Nassau aveva sposato Matilde di Gheldria è possibile che le armi di Nassau siano una brisura di quelle di Gheldria. |
|  | Conti di Nassau d'azur, semé de billettes, au lion coiffé d'une couronne fermée, le tout d'or, armé et lampassé de gueules (d'azzurro, seminato di plinti, al leone incoronato da una corona chiusa, il tutto d'oro, armato e lampassato di rosso). Questa arma modificata (il leone brandisce una spada e tiene con l'altra zampa delle frecce), è quella del Regno dei Paesi Bassi. |
|  | Norvegia de gueules, au lion couronné d'or, tenant dans ses pattes une hache d'argent, emmanchée du second (di rosso, al leone coronato d'oro, tenente colle zampe un'ascia d'argento, manicata del secondo) |
|  | Soule de gueules au lion d'or (di rosso, al leone d'oro) |
|  | Charollais de gueules au lion, la tête contournée, d'or, armé et lampassé d'azur (di rosso, al leone, con la testa rivoltata, d'oro, armato e lampassato d'azzurro) |
|  | Riccardo Cuor di Leone (1157 † 1199), re d'Inghilterra Armi portate dal 1191 al 1198: de gueules aux deux lions affrontés d'or (di rosso, a due leoni affrontati d'oro) |
|  | conti di Shrewsbury (Inghilterra) de gueules au lion d'or, dans une bordure échancrée du même (di rosso, al leone d'oro, con la bordura scanalata dello stesso) |
|  | Bulgaria de gueules au lion couronné d'or (di rosso, al leone coronato d'oro) |

### I leoni d'argento
|                   | Aosta Di nero, al leone d'argento, armato e lampassato di rosso, con il capo di rosso alla croce d'argento |
|                   | Boemia (regno) de gueules, au lion d'argent à la queue fourchée passée en sautoir, couronné, armé et lampassé d'or (di rosso, al leone d'argento con la coda forcata passata in decusse, coronato, armato e lampassato d'oro) |
|                   | conti di Monfort de gueules au lion à la queue fourchée d'argent (di rosso, al leone con la coda forcata d'argento) |
|                   | Lyonnais de gueules au lion d'argent et au chef d'azur à trois fleurs de lys d'or (di rosso, al leone d'argento, col capo d'azzurro a tre gigli d'oro). È un'arma parlante. |
|                   | Carlo IV di Valois-Anjou, conte del Maine d'azur semé de fleurs de lys d'or à la bordure de gueules chargé au franc quartier d'un lion d'argent (d'azzurro, seminato di gigli d'oro, con la bordura di rosso, caricato nel quartier franco di un leone d'argento)                                                                   |
|                   | conte di Vendôme della casa di Borbone d'azur au trois fleurs de lys d'or et à la bande de gueules chargée de trois lions rampants d'argent (d'azzurro, a tre gigli d'oro, alla banda di rosso, caricata da tre leoni d'argento) |
|                   | Contea di Guascogna écartelé, en 1 et 4 d'azur au lion d'argent et en 2 et 3 de gueules à la gerbe de blé d'or liée d'azur (inquartato: nel 1° e 4° d'azzurro, al leone d'argento; nel 2° e 3° di rosso, al covone di grano d'oro legato d'azzurro)                                                                                 |
|                   | Contea di Aosta de sable au lion d'argent (di nero, al leone d'argento armato e lampassato di rosso) |
|                   | Famiglia Churchill, duchi di Marlborough De sable, au lion d'argent, avec un canton d'argent à la croix de gueules. (di nero, al leone di argento, con un cantone d'argento alla croce di rosso) Queste armi furono inquartate con quelle della famiglia Spencer. Furono quelle del primo ministro Winston Spencer-Churchill anche. |
|                   | Salò D’azzurro al leone d’argento tenente un ramoscello d’olivo, di verde |
| stemma Lonato d/G | Lonato del Garda D'azzurro al leone d'argento linguato di rosso sostenente con la zampa anteriore destra due chiavi d'oro poste in croce di S. Andrea con gli ingegni all'insù e accompagnato in Capo da tre gigli di Francia pure d'oro posti in fascia                                                                            |

### I leoni di nero
|  | Signori di Beaujeu d'or au lion de sable armé et lampassé de gueules, brisé d'un lambel de cinq pendants du même (d'oro, al leone di nero, armato e lampassato di rosso, brisato da un lambello di cinque pendenti dello stesso). Non sembra che queste armi siano una brisura di quelle dei conti delle Fiandre. Queste armi furono utilizzate in quelle di Pietro di Beaujeu (1438 † 1503) |
|  | Chiablese d'argent semé de billette de sable au lion de même brochant sur le tout (d'argento, seminato di plinti di nero, al leone dello stesso attraversante) |
|  | Estouteville burelé d'argent et de gueules au lion de sable, armé, lampassé et couronné d'or (burellato d'argento e di rosso, al leone di nero, armato, lampassato e coronato d'oro) |
|  | Contea delle Fiandre d'or au lion de sable armé et lampassé de gueules (d'oro, al leone di nero, armato e lampassato di rosso). I conti di Juliers portano le stesse armi, ma non se ne conosce il motivo. Queste armi hanno dato origine ad alcune brisure: - i conti di Hainaut (inquartato con l'Olanda) - i conti di Hainaut della casa di Wittelsbach (il precedente inquartato con la Baviera) - i conti di Namur (aggiunta di una banda di rosso) La contea delle Fiandre è poi passata a: - Giovanni senza Paura, duca di Borgogna - Filippo III il Buono, duca di Borgogna - Filippo il Bello, re di Castiglia della famiglia degli Asburgo. - e a suo figlio Carlo V |
|  | Léon (paese bretone) d'or au lion rampant de sable (d'oro, al leone di nero). E un'arma parlante. |

### I leoni d'azzurro
|  | Brescia D'argento al leone d'azzurro, armato, linguato e codato di rosso. |
|  | Contea di Vendôme prima del 1403: D'argent au chef de gueules, au lion d'azur, armé, lampassé et couronné d'or, brochant sur le tout. (D'argento, al capo di rosso, al leone d'azzurro, armato, lampassato e coronato d'oro, attraversante sul tutto). |
|  | Famiglia de Penhoët D'or, au lion d'azur. (D'oro, al leone d'azzurro). |
|  | Famiglia Le Rousseau Fascé de six pièces d’or et de sinople, au lion brochant d’azur, couronné et lampassé de gueules. (fasciato d'oro e di verde di sei pezzi, al leone d'azzurro, coronato e lampassato di rosso, attraversante sul tutto).          |

### I leoni di rosso
|  | Contea di Armagnac d'argent au lion de gueules (d'argento, al leone di rosso) |
|  | Conti di Asburgo fino a Rodolfo I (1218 † 1291), che lo pose nelle armi imperiali. Queste armi furono anche quelle di Leone VI di Lusignano (1342 † 1393), re d'Armenia. d'or au lion de gueules armé, lampassé et couronné d'azur (d'oro, al leone di rosso, armato, lampassato e coronato d'azzurro) |
|  | Faenza D'argento al leone di rosso, armato, lampassato e coronato d'oro, impugnante con la branca destra anteriore una spada al naturale, manicata d'oro, posta in sbarra. Capo d'azzurro, caricato di cinque gigli d'oro, posti in fascia, fra un lambello di sei pendenti, di rosso |
|  | Labourd parti, au premier d'or au lion de gueules tenant de sa dextre un dard du même posé en barre, au second d'azur à la fleur de lys d'or (partito: nel 1° d'oro, al leone di rosso tenente nella destra una freccia dello stesso posta in sbarra; nel 2° d'azzurro al giglio d'oro) |
|  | Regno di León d'argent au lion de gueules armé, lampassé et couronné d'or (d'argento, al leone di rosso, armato, lampassato e coronato d'oro). Sono armi parlanti. Il leone si trova anche di porpora. Queste armi furono in seguito partire con quelle di diversi re di Castiglia, poi di Spagna: 1. re di Castiglia e di León, 2. re Cattolici 3. re di Spagna della famiglia Asburgo 4. re di Spagna e del Portogallo della famiglia Asburgo 5. re di Spagna della famiglia di Borbone 6. Amedeo I di Savoia-Aosta, re di Spagna |
|  | Limburgo (ducato) I primi conti portavano: d'argent au lion de gueules armé et lampassé d'or (d'argento, al leone di rosso, armato e lampassato d'oro), poi: 1. nel 1214, aggiunsero una corona per indicare una pretensione al marchesato di Namur 2. la coda divenne forcata (doppia) per indicare il possesso di due feudi: - Limburgo e Lussemburgo nel 1221 - Limburgo e Berg nel 1226 3. i conti di Berg conservarono la corona e la doppia coda, ma quest'ultima è passata incrociata in decusse. All'estinzione di questo ramo nel 1348, i conti di Luxembourg-Saint-Pol presero le loro armi. 4. i conti del Lussemburgo aggiunsero un burellato, probabilmente collegato alla contea (la coda è di nuovo solamente forcata, poi ancora forcata e passata in decusse nel 1348). 5. la contea del Limburgo, è acquisita dai duchi di Brabante che ne derivano un inquartato. 6. il Brabante e il Limburgo passano in eredità ai Valois-Bourgogne, 7. poi a Filippo III il Buono, duca di Borgogna Queste armi sono state poi brisate per ottenere quelle: 1. dei signori di Fauquemont 2. dei signori di Durbuy 3. dei signori di Ligny 4. di Giovanni II di Lussemburgo, (1392 † 1441), conte di Ligny 5. di Enrico VII di Lussemburgo (1275 † 1313), conte di Lussemburgo, poi imperatore germanico 6. di Giovanni I di Boemia (Giovanni il Cieco (1296 † 1346), conte di Lussemburgo e re di Boemia 7. di Venceslao I (1337 † 1383), duca di Lussemburgo, di Brabante e del Limburgo |
|  | Conti di Poitiers d'argent au lion de gueules armé et lampassé d'or (d'argento, al leone di rosso, armato e lampassato d'oro) Queste armi furono portate da Riccardo Cuor di Leone durante la terza crociata: 1. Esse sono probabilmente all'origine del blasone del regno di Cipro (aumento di una corona), conquistato da Riccardo. 2. I Lusignano, che ottennero questo regno, aggiunsero le armi di Cipro al loro burellato. 3. Riccardo concesse inoltre il capo con il leone al signore di Joinville che gli aveva salvato la vita. Queste armi furono anche brisate da Riccardo di Cornovaglia (4), figlio cadetto di Giovanni senza Terra, che divenne re dei Romani (5). Le armi di Cipro furono associate: - con le armi di Gerusalemme - con quelle dell'Armenia - nelle successive armi della casa di Savoia |
|  | Re di Scozia D'or, au lion de gueules, au double trescheur fleuronné et contre-fleuronné du même (d'oro, al leone di rosso, armato e lampassato d'azzurro, in una cinta doppia infiorita e contrainfiorita dello stesso). Queste armi furono associate ad altre fra cui: 1. le armi di Francesco II delfino e re di Scozia 2. i re di Gran Bretagna dal 1603 al 1800 3. i re di Gran Bretagna dal 1800 4. i Rohan, principi di Soubise Florent III di Olanda, fratellastro del re Guglielmo I di Scozia, adottò una versione semplificata delle armi di Scozia. Queste furono inquartate con quelle dei conti di Hainaut, quando questi ereditarono l'Olanda, ed il tutto fu inquartato con la Baviera: |
|  | Soissonnois d'or au lion de gueules, à la bordure du même (d'oro, al leone di rosso, con la bordura dello stesso) |
|  | Thiérache parti, en 1 coupé en chef fascé d'argent et de gueules de huit pièces et en pointe d'azur aux trois fleurs de lys d'or et en 2 d'azur semé de fleurs de lys d'or; sur le tout d'or au lion de gueules (partito: nel 1° troncato, nel capo fasciato d'argento e di rosso di otto pezzi e in punta d'azzurro a tre gigli d'oro; nel 2° d'azzurro seminato di gigli d'oro; sul tutto d'oro, al leone di rosso) |
|  | Valromey (Franca Contea) palé d'argent et d'azur de six pièces, au lion de gueules, couronné et lampassé d'or, brochant sur le tout (palato d'argento e d'azzurro, al leone di rosso, coronato e lampassato d'oro, attraversante sul tutto) |

### I leoni di porpora
|  | regno di León d'argent au lion de pourpre armé, lampassé et couronné d'or (d'argento, al leone di porpora, armato, lampassato e coronato d'oro). Sono armi parlanti. Il leone esiste anche di rosso. |
|  | regno di Castiglia e León écartelé de Castille et de León (inquartato di Castiglia e di Leon) |

### I leoni d'armellino
|  | Casato di Baugé d'azur au lion d'hermine (d'azzurro, al leone d'armellino) |
|  | Bugey de gueules au lion d'hermine (di rosso, al leone d'armellino)        |

## I leoncelli
|  | conti della Marche della casa di Borbone d'azur semé de fleurs de lys d'or à la bande de gueules chargé de trois lionceaux d'argent (d'azzurro, seminato di gigli d'oro, alla banda di rosso caricata di tre leoncelli d'argento)                              |
|  | Contea del Périgord de gueules à trois lionceaux d'or armés, lampassés et couronnés d'azur (di rosso, a tre leoncelli d'oro, armati, lampassati e coronati d'azzurro)                                                                                          |
|  | Piccardia écartelé au premier et au quatrième d'azur aux trois fleurs de lys d'or, au deuxième et au troisième d'argent aux trois lionceaux de gueules (inquartato: nel 1° e 4° d'azzurro, a tre gigli d'oro; nel 2° e 3° d'argento, a tre leoncelli di rosso) |
|  | Goffredo Plantageneta (1113-1151), conte d'Anjou e del Maine d'azur, à six (nombre supposé) lionceaux d'or posés 3, 2 et 1 (d'azzurro, a sei - numero presunto - leoncelli d'oro 3, 2 e 1)                                                                     |
|  | Cambrésis d'azur à trois lionceaux d'or (d'azzurro, a tre leoncelli d'oro) |

## I leopardi ed i leoni passanti

### Leopardi
|  | Ducato di Normandia de gueules aux deux léopards d'or (di rosso, a due leopardi d'oro) |
|  | re di Inghilterra de gueules aux trois léopards d'or (di rosso, a tre leopardi d'oro, armati e lampassati d'azzurro) queste armi furono inquartate: 1. con i gigli di Francia antica dal 1340 al 1422 2. con i gigli di Francia moderna dal 1422 al 1603 3. con la Francia, la Scozia e l'Irlanda dal 1603 al 1800 4. con la Scozia e l'Irlanda dal 1800 |
|  | ducato di Guyenna de gueules au léopard d'or (di rosso, al leopardo d'oro,armato e lampassato d'azzurro) |
|  | Giovanni di Bretagna (1294-1345), conte di Montfort semé d'hermines à la bordure de gueules, chargé de léopards d'or (seminato di mosche d'armellino alla bordura di rosso, caricata di leopardi d'oro) |
|  | Estonia d'or aux trois léopards d'azur (d'oro, a tre leopardi d'azzurro) |

### Leopardo rampante (o leopardo illeonito)
|  | Brescia (Regno d'Italia napoleonico) La buona città di Brescia porta d'argento il leopardo illeonito di rosso colla coda rivoltata terminata dal capo di verde colla lettera N d'oro posta nel cuore ed accostata da tre rose a sei foglie del medesimo [...] |
|  | Contea di Rodez de gueules, au léopard lionné d'or (di rosso, al leopardo illeonito d'oro) |

### I leoni passanti (o leoni leoparditi)
|  | re di Danimarca d'or, aux neuf cœurs de gueules, posés en trois pals, aux trois lions passants d'azur couronnés et armés du champ, lampassés de gueules (d'oro, a nove cuori di rosso, posati in tre pali, à tre leoni passanti d'azzurro, coronati e armati del campo, lampassati di rosso). Queste armi furono in seguito partire con quelle di diversi re di Danimarca: 1. i re di Danimarca, Norvegia e Svezia dal 1460 al 1523; 2. i re di Danimarca e Norvegia dal 1523 al 1535; 3. i re di Danimarca e Norvegia dal 1535 al 1559; 4. i re di Danimarca e Norvegia dal 1559 al 1619; 5. i re di Danimarca e Norvegia dal 1699 al 1819; 6. i re di Danimarca dal 1819 al 1903; 7. i re di Danimarca dal 1903 al 1948; 8. il re Federico IX di Danimarca; 9. la regina Margherita II di Danimarca; 10. il re Federico X di Danimarca. |
|  | Ducato di Schleswig d'or, aux deux lions passant d'azur, armés et lampassés de gueules (d'oro, a due leoni passanti d'azzurro, armati e lampassati di rosso). Queste armi furono partite con Danimarca (vedere di sopra) o partite con quelle di Holstein a formare le armi di Schleswig-Holstein. |
|  | Hohenstaufen d'or au trois lions passant de sable (d'oro, a tre leoni passanti di nero) |
|  | Contea di Bigorre d'or aux deux lions léopardés de gueules, armés et lampassés d'azur, passant l'un sur l'autre (d'oro, a due leoni leoparditi di rosso, armati e lampassati d'azzurro, passanti l'uno sull'altro). Queste armi si ritrovano su quelle dei re di Navarra (e conti di Bigorre) delle seguenti famiglie: - Casa di Foix-Béarn-Grailly - Casa d'Albret |